# Erik Botheim
Erik Botheim (10 januari 2000) is een Noors voetballer die doorgaans speelt als centrumspits.Hij speelt anno 2024 voor Malmö FF. Ook heeft hij op 30 augustus 2016 het welbekende nummer 'Kygo Jo' uitgebracht. Dit deed hij met de groep 'Flow Kingz' samen met 'Lyng'. Lyng is het alter ego van Erling Haaland, die nu als spits bij Manchester City speelt.

## Clubcarrière
Botheim doorliep de jeugdreeksen van FC Lyn Oslo. In 2016 verruilde hij de jeugdreeksen van FC Lyn Oslo voor de jeugdreeksen van Rosenborg BK. In juli 2017 promoveerde hij naar het eerste elftal. Op 17 september 2017 maakte hij zijn debuut op het hoogste Noorse niveau in de met 3–0 gewonnen thuiswedstrijd tegen Vålerenga IF. Acht minuten voor tijd kwam hij Anders Trondsen vervangen.

## Clubstatistieken
| Seizoen | Club                | Competitie  | Competitie | Competitie | Beker | Beker | Internationaal | Internationaal | Totaal | Totaal |
| Seizoen | Club                | Competitie  | Wed.       | Dlp.       | Wed.  | Dlp.  | Wed.           | Dlp.           | Wed.   | Dlp.   |
| ------- | ------------------- | ----------- | ---------- | ---------- | ----- | ----- | -------------- | -------------- | ------ | ------ |
| 2016/17 | Rosenborg BK        | Eliteserien | 3          | 0          | 2     | 0     | 1              | 0              | 6      | 0      |
| 2017/18 | Rosenborg BK        | Eliteserien | 6          | 1          | 2     | 3     | 4              | 0              | 12     | 4      |
| 2018/19 | Rosenborg BK        | Eliteserien | 7          | 3          | 3     | 2     | 4              | 0              | 14     | 5      |
| 2019/20 | Rosenborg BK        | Eliteserien | 18         | 0          | 0     | 0     | 2              | 0              | 20     | 0      |
| 2020/21 | FK Bodø/Glimt       | Eliteserien | 30         | 15         | 2     | 0     | 0              | 0              | 32     | 15     |
| 2021/22 | FK Bodø/Glimt       | Eliteserien | 0          | 0          | 0     | 0     | 14             | 7              | 14     | 7      |
| 2022/23 | US Salernitana 1919 | Serie A     | 28         | 1          | 1     | 0     | 0              | 0              | 29     | 1      |
| 2023/24 | US Salernitana 1919 | Serie A     | 7          | 0          | 3     | 0     | 0              | 0              | 10     | 0      |
| 2023    | Malmö FF            | Allsvenskan | 30         | 12         | 5     | 3     | 0              | 0              | 35     | 15     |
| 2024    | Malmö FF            | Allsvenskan | 0          | 0          | 1     | 0     | 12             | 4              | 13     | 4      |
| Totaal  | Totaal              | Totaal      | 129        | 32         | 19    | 8     | 37             | 11             | 185    | 51     |

Bijgewerkt op 23 januari 2025.

## Interlandcarrière
Botheim maakte in juni 2024 zijn debuut voor de A-selectie van Noorwegen in een met 3-1 verloren oefenwedstrijd tegen Denemarken. In de 88e minuut kwam hij in het veld voor Oscar Bobb.